# 經濟半小時
《經濟半小時》是中國中央電視臺创办最早，影响最大的经济栏目，也是中央电视台皇牌節目之一，1989年12月18日开播，之前每天在中国中央电视台财经频道晚上21:20播出。2018年起，播出时间调整至黄金主档，即每晚20:00-20:30。
《經濟半小時》內容包括重大經濟事件、風雲人物等。此電視時事節目以嚴謹態度、新聞專業、經濟角度及權威評論稱著。

## 简介
《經濟半小時》始终用经济的眼光关注社会热点，一直选择重大经济事件、业界风云人物作为报道的核心。《經濟半小時》报道的内容有80年代中原商战到90年代国企改革试点追踪、中国经济软着陆，从90年代中期中国农村小康纪实到20世纪末上海“财富“对话和新千年达沃斯论坛，从中国加入世界贸易组织长达13年的谈判到中国股市十余年的征程，从2003中国实录到2007年“中国制造”新版图，包括成功打造“小丫跑两会”和“中国经济年度人物评选”两个知名品牌活动，《经济半小时》永远走在了中国市场经济改革守望的最前沿。
目前经济半小时栏目不仅成为经济管理部门最信任和最愿意借助的电视发言平台，也是观众了解经济资讯、获取经济言论的权威渠道。该节目得到了中国历代领导人李鹏、朱镕基
、李岚清的好评，并声称每天都看。该节目的观众年龄主要在25岁到50岁之间，月收入平均在1400元人民币以上，具有较高的消费和投资决策能力。在央视所有节目中，该节目1999年全国观众满意度排名第一，收视率排名第一。 